# Анонимные алкоголики
Анонимные Алкоголики, или АА (англ. Alcoholics Anonymous) — содружество, объединяющее людей, которые делятся друг с другом своим опытом, силами и надеждами, чтобы решить свою общую проблему и помочь другим избавиться от алкоголизма.
Единственное условие для членства в АА — желание бросить пить. Члены АА не платят ни вступительных, ни членских взносов. Они сами себя содержат на свои добровольные пожертвования.
Поскольку хронический алкоголик полностью утрачивает контроль над выпивкой, основной целью данного сообщества является сохранение трезвого образа жизни, полный отказ от употребления спиртных напитков.

## Механизм работы групп
Группа АА — это небольшое объединение членов Содружества АА, которые регулярно собираются вместе с единственной целью — поделиться опытом выздоровления с товарищами, которым нужна помощь. На некоторых собраниях можно услышать, как участники жалуются на жизнь и рассказывают о наболевшем, однако опыт показывает, что это может препятствовать выздоровлению. На сильных группах с высоким процентом выздоровления подобное поведение либо не одобряется, либо вовсе запрещено правилами группы. На таких группах участники стремятся делиться успехами, а не болью. Такая практика способствует выздоровлению.
В АА выздоравливают при помощи программы «12 шагов», которая описана в книге «Анонимные Алкоголики». Эта книга была написана первыми членами АА, которые выздоровели от алкоголизма. На страницах книги они описывают программу выздоровления с абсолютной точностью.
Новичок может уже на своём первом собрании найти себе наставника. Это выздоровевший алкоголик, который готов помочь новичку пройти по двенадцати шагам. Помощь наставника бесплатна.
Вся работа по прохождению шагов длится от нескольких дней до нескольких месяцев. За это время новичок получает необходимые инструменты, которые в дальнейшем будет применять всю жизнь. Сразу после прохождения шагов он может сам стать наставником для других новичков.

## Финансирование
Финансирование групп основано на добровольных пожертвованиях от участников для оплаты помещения, приобретения необходимой литературы, а также для покупки чая, кофе, десертов и иных необходимых расходов. Такая децентрализованная схема придаёт группам большую автономность и независимость и способствует устойчивости механизма групп в масштабах страны.
В АА существует традиция, согласно которой рекомендуется отказываться от посторонней помощи и существовать на добровольные пожертвования её членов. Размер пожертвования член группы определяет для себя сам и оно необязательно.

## История создания
В 1840 году в городе Балтимор появилось Вашингтонское Общество. В его состав входили алкоголики, пробовавшие осуществить идеи взаимопомощи. Данное общество было очень активным в политических и социальных вопросах, поэтому через какое-то время в его состав начали входить люди, не имеющие отношения к проблеме алкоголизма. И Вашингтонское Общество перестало считаться группой взаимопомощи, так как основная деятельность групп начала носить общественный характер. В конце XIX века было создано «Сообщество ранних христиан», из которого впоследствии (начало XX века) выделилась «Оксфордская группа». Её основными задачами было возрождение христианских традиций.
История организации начинается с того, как американец Билл Уилсон, который из-за пьянки в очередной раз попал в больницу, остался трезвым полгода. Испытывая искушение напиться вновь, он стал искать пьяницу, нуждающегося в помощи. Билл познакомился с доктором Бобом Смитом, тоже алкоголиком. В результате общения у них возникла идея, что, живя по определённым духовным принципам (честность, вера в Бога, сознательная помощь людям и т. д.) они могут противостоять недугу и передавать свое знание другим алкоголикам. Так зародилось сообщество Анонимные Алкоголики. Со временем такое своеобразное общение начало приобретать всё более широкое распространение. 10 июня 1935 года доктор Боб Смит выпил последний раз спиртосодержащий напиток (бутылку пива). 10 июня 1935 года является днём создания сообщества АА. Анонимные Алкоголики отделяются от Оксфордской группы.
Этот опыт позволил им объединить других алкоголиков, и в 1937 году группа насчитывала уже 40 участников. В декабре 1938 года был разработан текст «12 шагов АА». К 1995 году сообщество АА насчитывало более 2 млн членов и работало в 141 стране. В 2015 году на празднование 80 лет АА в Атланту приехало 61 тысяча делегатов из 80 стран. Литература издается на 90 языках и распространяется в 170 странах мира.

## Последователи
Параллельно группам АА часто создаются группы для родственников или близких людей, на чью жизнь заболевание алкоголика оказывает негативное влияние — группы Ал-Анон. Родственники и друзья алкоголиков нуждаются в помощи, так как испытывают стресс, чрезмерную ответственность, дискомфорт или стыд, а также нарушается их привычный график жизни, когда близкий человек впадает в очередной период употребления. Посещение групп Ал-Анон помогает родственникам поделиться опытом, научиться ограничивать свою ответственность, рассеять ощущение изолированности от «нормального мира», получить моральную поддержку. Кроме того, обучение на группах может ослабить эффект удержания зависимого, при котором даже на этапе выздоровления и полного воздержания родственники не доверяют ему, с подозрением относятся к его отсутствию дома, смене настроения и внешнего вида.
Для подростков, чьи родители (или другие родственники/друзья) являются алкоголиками, создаются группы Алатин, адаптированные к особенностям подросткового возраста.
Для взрослых, родителями и родственниками которых были алкоголики или другие зависимые личности, работают группы Взрослых Детей Алкоголиков.
На основе опыта Анонимных Алкоголиков были созданы аналогичные группы взаимопомощи по другим зависимостям: Анонимные Наркоманы, Взрослые Дети Алкоголиков, Анонимные Обжоры, Анонимные Эмоционалы, Анонимные Трудоголики, Анонимные Сексоголики, Анонимные Никотинщики, Анонимные Игроманы и др.

## 12 шагов АА
12 шагов АА — программа духовного переориентирования для зависимых от алкоголя. Целью является признание своей зависимости, апеллирование к «высшей силе» для излечения, возмещение ущерба, нанесённого другим в результате зависимости и донесение целительного знания до других зависимых. В значительной степени полагается на принятие «высшей силы» или Бога, который может пониматься по-разному, но является обязательной действующей силой в выздоровлении.
Используется в работе групп АА. Как правило, для эффективной проработки этапов программы необходимо наличие опытного участника (спонсора, наставника), способного разъяснить принципы каждого шага.
На основе программы была создана так называемая Миннесотская модель лечения, предполагающая участие профессионала-психотерапевта взамен равного участника.

### 12 шагов Анонимных Алкоголиков
1 шаг. Мы признали своё бессилие перед алкоголем, признали, что наши жизни стали неуправляемы.
2 шаг. Пришли к убеждению, что только Сила, более могущественная, чем мы, может вернуть нам здравомыслие.
3 шаг. Приняли решение препоручить нашу волю и нашу жизнь заботе Бога, как мы Его понимаем.
4 шаг. Глубоко и бесстрашно оценили себя и свою жизнь с нравственной точки зрения.
5 шаг. Признали перед Богом, собой и каким-либо другим человеком истинную природу наших заблуждений.
6 шаг. Полностью подготовили себя к тому, чтобы Бог избавил нас от всех наших недостатков.
7 шаг. Смиренно просили Его исправить наши изъяны.
8 шаг. Составили список всех тех людей, кому мы причинили зло, и преисполнились готовностью загладить свою вину перед ними.
9 шаг. Лично возмещали причинённый этим людям ущерб, где только возможно, кроме тех случаев, когда это могло повредить им или кому-либо другому.
10 шаг. Продолжали самоанализ и, когда допускали ошибки, сразу признавали это.
11 шаг. Стремились путём молитвы и размышления улучшить соприкосновение с Богом, как мы понимаем Его, молясь лишь о знании Его воли, которую нам надлежит исполнить, и о даровании силы для этого.
12 шаг. Достигнув духовного пробуждения, к которому привели эти шаги, мы старались донести смысл наших идей до других алкоголиков и применять эти принципы во всех наших делах.

## 12 традиций АА
В сообществе существуют 12 традиций — это некие принципы, которые положены в основу функционирования группы, поддержания её развития и доброжелательного общения её членов. 12 традиций — это не законы и правила, а лишь пожелания, которые составлены на основе предыдущего опыта анонимных алкоголиков.

### 12 традиций Анонимных Алкоголиков (краткая форма)
1. Наше общее благополучие должно стоять на первом месте; личное выздоровление зависит от единства АА.
2. В делах нашей группы есть лишь один высший авторитет — любящий Бог, воспринимаемый нами в том виде, в котором Он может предстать в нашем групповом сознании. Наши лидеры — всего лишь облечённые доверием исполнители, они не приказывают.
3. Единственное условие для того, чтобы стать членом АА — это желание бросить пить.
4. Каждая группа должна быть вполне самостоятельной, за исключением дел, затрагивающих другие группы или АА в целом.
5. У каждой группы есть лишь одна главная цель — донести смысл наших идей до тех алкоголиков, которые всё ещё страдают.
6. Группе АА никогда не следует поддерживать, финансировать или предоставлять имя АА для использования какой-либо родственной организации или посторонней компании, чтобы проблемы, связанные с деньгами, собственностью и престижем не отвлекали нас от нашей главной цели.
7. Каждой группе АА следует полностью опираться на собственные силы, отказываясь от помощи извне.
8. Сообщество Анонимных Алкоголиков должно всегда оставаться непрофессиональным объединением, однако наши службы могут нанимать работников, обладающих определённой квалификацией.
9. Сообществу АА никогда не следует обзаводиться жёсткой системой управления; однако мы можем создавать службы или комитеты, непосредственно подчинённые тем, кого они обслуживают.
10. Сообщество Анонимных Алкоголиков не придерживается какого-либо мнения по вопросам, не относящимся к его деятельности; поэтому имя АА не следует вовлекать в какие-либо общественные дискуссии.
11. Наша политика во взаимоотношениях с общественностью основывается на привлекательности наших идей, а не на пропаганде; мы должны всегда сохранять анонимность во всех наших контактах с прессой, радио и кино.
12. Анонимность — духовная основа всех наших Традиций, постоянно напоминающая нам о том, что главными являются принципы, а не личности.

### 12 традиций Анонимных Алкоголиков (развёрнутая форма)
1. Каждый член Сообщества Анонимных Алкоголиков является всего лишь малой частью большого целого. АА должно продолжать существовать, или большинство из нас наверняка погибнет. Поэтому наше общее благо стоит на первом месте. Однако благо каждого члена АА лишь немногим уступает ему по значимости.
2. В делах нашей группы есть лишь один высший авторитет — любящий Бог, воспринимаемый нами в том виде, в котором Он может предстать в нашем групповом сознании. Наши лидеры — всего лишь облечённые доверием исполнители, они не приказывают.
3. Нам следует принимать всех, страдающих от алкоголизма. Поэтому мы не можем отказывать никому из тех, кто желает излечиться. Членство в АА никогда не должно связываться с денежными соображениями или с умением приспосабливаться. Любые два-три алкоголика собравшиеся вместе с целью поддержания трезвости, могут называть себя группой АА, при условии, что как группа они не входят в какую-либо другую организацию.
4. В том, что касается собственных дел, каждая группа АА не несёт ответственности ни перед кем, кроме своей совести. Но когда её планы затрагивают интересы других групп, с ними необходим советоваться. Ни одной группе, ни одному региональному комитету, и ни одному члену АА никогда не следует предпринимать какие-либо действия, которые могут сильно повлиять на АА в целом, не посоветовавшись с опекунами Главного Совета Обслуживания. В таких вопросах наше общее благо важнее всего.
5. Каждая группа Анонимных Алкоголиков должна быть объединением, основанном на духовности, имеющем лишь одну главную цель — донести наши идеи до тех алкоголиков, которые всё ещё страдают.
6. Проблемы, связанные с деньгами, собственностью и властью, могут легко отвлечь нас от нашей основной духовной цели. Мы полагаем поэтому, что любая собственность, обладающая значительной стоимостью и используемая для нужд АА, должна принадлежать какой-либо посторонней компании и управляться самостоятельно; таким образом, мы отделяем материальное от духовного. Группа АА как таковая никогда не должна заниматься предпринимательством. Такие вспомогательные для АА учреждения, как клубы или больницы, предполагающее владение обширной собственностью и участие в администрировании, должны принадлежать посторонним компаниям и быть отделены от АА, чтобы, в случае необходимости, группы АА могли свободно от них отказаться. Следовательно эти учреждения не должны использовать имя АА. Управление ими должно полностью находиться в руках тех людей, которые их финансируют. В клубах обычно предпочитают руководителей, принадлежащих к АА. Однако, что касается больниц, а также других мест, где алкоголику помогают восстановить здоровье, то они должны быть явно вне сферы активности АА и управляться медиками. Хотя группа АА может сотрудничать с кем угодно, такое сотрудничество никогда не должно доходить до установления организационных связей, а также явной или скрытой поддержки. Группа АА не должна связывать себя ни с кем.
7. Группы АА должны полностью опираться на добровольные денежные пожертвования своих членов. Мы думаем, что каждой группе следует быстро достичь этой заветной цели; что любое обращение к широкой публике за средствами с использованием имени АА — крайне опасно, будь то обращение от групп, клубов, больниц, или иных организаций, имеющих лишь косвенное отношение к АА. Мы думаем также, что неразумно принимать от кого-либо подарки, обладающие большой стоимостью, или пожертвования, предполагающие какие-либо обязательства. Мы также с озабоченностью следим за теми группами АА, которые продолжают накапливать средства, вне всяких разумных пределов и без какой-либо оправданной для нужд АА цели. Опыт неоднократно предостерегал нас, что вернее всего может разрушить наше духовное наследие не что иное, как бесплодные споры о собственности, деньгах и власти.
8. Сообщество Анонимных Алкоголиков должно всегда оставаться непрофессиональным объединением. Мы определяем профессионализм как постоянную работу по оказанию консультативной помощи алкоголикам, связанную с получением зарплаты или других форм денежного вознаграждения. Но мы можем нанимать алкоголиков для выполнения той работы, которая в ином случае могла бы быть поручена не алкоголикам. Такие специальные услуги вполне могут оплачиваться. Но наша обычная работа, связанная с выполнением Двенадцатого шага, никогда не должна оплачиваться.
9. Каждая группа АА должна обладать как можно более простой системой руководства. Лучше всего, чтобы руководящие должности по очереди занимали все члены. Маленькая группа может выбрать своего секретаря, большая группа — комитет, в состав которого будут по очереди входить все её члены, а группы большого города — свой центральный и межгрупповой комитет, который часто нанимает на полную ставку секретаря. Опекуны Главного Совета Обслуживания составляют наш Комитет Совета Обслуживания АА в Нью-Йорке. Группы АА поручили им осуществлять все наши контакты с общественностью, они также обеспечивают последовательность направления нашей основной газеты «The A.A. Grapevine». Все эти наши представители должны руководствоваться духом служения, ибо подлинные руководители АА всего лишь опытные и пользующиеся доверием служащие, работающие для блага всего АА. Их должности не дают им настоящей власти, они не отдают приказы. Уважение ко всем — залог их полезности.
10. Ни одна группа или член АА никогда не должны высказываться по не относящимся к деятельности АА спорным вопросам таким образом, чтобы это как-то касалось АА, особенно если это относится к политике, алкогольным реформам или религиозным направлениям разного толка. Группы Анонимных Алкоголиков никому не противопоставляют себя. По упомянутым выше вопросам они вообще не могут высказываться.
11. Наши отношения с широкой общественностью должны отличаться личной анонимностью. Мы думаем, что АА следует избегать сенсационной рекламы. Наши имена и изображения, если мы представлены как члены АА, не должны использоваться в прессе, в кино и на радио. В наших отношениях с общественностью нам следует руководствоваться принципом привлечения, а не пропагандирования. Нет никакой необходимости хвалить самих себя. Нам приятнее предоставить нашим друзьям возможность отозваться о нас с похвалой.
12. И последнее. Мы, члены Сообщества Анонимных Алкоголиков, верим, что принцип анонимности имеет огромное духовное значение. Он напоминает нам о том, что мы должны отдавать предпочтение принципам, а не личностям; что мы должны на практике следовать принципу подлинного смирения. Это необходимо для того, чтобы дарованное нам огромное благо никогда не испортило нас; чтобы в нашей жизни мы всегда с благодарностью размышляли о Нём, стоящем над всеми нами.

## Критика
По некоторым мнениям, эффективность метода АА сильно преувеличена и своей популярностью программа обязана скорее грамотному паблисити, нежели реальным результатам. В частности, этой позиции придерживается Джо Миллер, автор книги US of AA: How the Twelve Steps Hijacked the Science of Alcoholism. Критики АА указывают на то, что всего лишь 5 % участников программы добиваются ощутимых успехов в борьбе с алкоголем. Кроме того, отмечается, что научная база для обоснования метода по сути отсутствует. В то же время ученые Стэнфордского университета назвали программу «12 шагов» самым эффективным способом в борьбе с алкоголизмом.
Однако выздоровевшие алкоголики утверждают, что низкая эффективность программы связана исключительно с тем, что многие члены АА прилагают слишком мало усилий для выздоровления. Программа приносит очень хорошие результаты, но только в том случае, если по ней работать. Если выздоравливающий алкоголик честно выполнит все инструкции программы — он может рассчитывать на высокие результаты.

## Степень успеха анонимных алкоголиков
Одно исследование показало, что 67 % людей, которые посещали собрания АА не менее 27 недель в течение первого года лечения, продолжали воздерживаться в течение 16 лет. Лишь 34 % из тех, кто не участвовал в программе АА, воздержались.
Другое исследование показывает, что участие в группе АА может оказать положительное влияние на переход человека к трезвости и лучше, чем другие формы терапии, побуждает к полному воздержанию, а не просто к уменьшению потребления алкоголя.